# Folsom (Kalifornia)
Folsom – miasto w Stanach Zjednoczonych, w stanie Kalifornia, w hrabstwie Sacramento.